# Fåfängligheternas bål

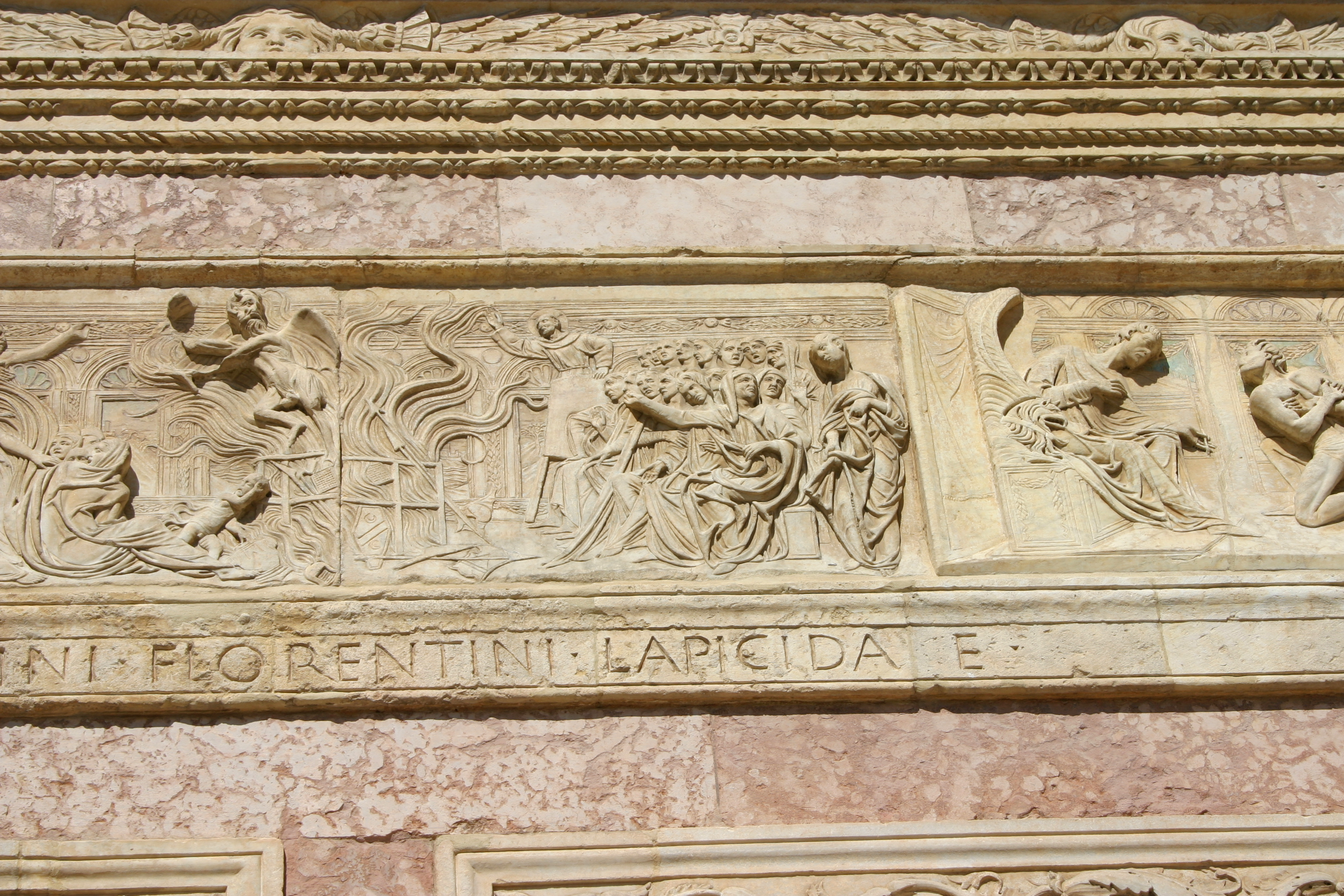
En fresk som visar hur Bernardinus av Siena ordnar fåfängligheternas bål. Återfinns i Oratorio di San Bernardino da Siena i Perugia som byggdes mellan 1457 och 1461.

Fåfängligheternas bål (italienska: falò delle vanità) är brännandet, ofta under ceremoniella former, av föremål som klassificerats som syndiga eller utan praktiskt eller religiöst värde. Det mest kända tillfället där en sådan bålbränning ordnades var 7 februari 1497, när anhängare av munken Girolamo Savonarola samlade in och brände föremål såsom tärningar, kosmetika, konst och böcker i Florens. Savanorola var dock inte den första att ordna sådana bålbränningar.

## Alternativa beteckningar
Beteckningen fåfängans bål har ibland använts på svenska. Tom Wolfes roman The Bonfire of the Vanities (1987) namngavs efter den engelska beteckningen på fåfängligheternas bål. När boken gavs ut i svensk översättning svenska 1988 fick den titeln Fåfängans fyrverkeri. Översättaren Gunnar Pettersson har uppgett att titeln valdes av förläggaren utan att konsultera honom, och betraktade båda orden i titeln som olämpligt valda. Filmatiseringen av boken 1990 fick samma titel på svenska.